# Estação Villa Frei
A Estação Villa Frei é uma das estações do Metrô de Santiago situada em Santiago, entre a Estação Chile España e a Estação Plaza Egaña. Faz parte da Linha 3.
Foi inaugurada em 22 de janeiro de 2019. Localiza-se na Avenida Irarrávazal com Diagonal Oriente. Atende a comuna de Ñuñoa.